# Sebastião Cruz
Sebastião Costa Cruz (Santiago de Bougado, 1918 — Coimbra, 1996) foi um sacerdote e professor português de Direito.
Professor catedrático das Faculdades de Direito da Universidade de Coimbra e da Universidade Católica Portuguesa, era também sacerdote na Arquidiocese de Braga. Doutorado em Direito em 1962, leccionou as disciplinas de Direito Romano, História do Direito Privado e Direito Concordatário Português. Exerceu os cargos de juiz dos Tribunais Eclesiásticos de Braga e de Coimbra, vice-provedor da Santa Casa da Misericórdia de Braga, governador do Arcebispado de Braga e de presidente da Direcção da Casa de Infância do Doutor Elysio de Moura. Publicou vasta obra nos domínios do Direito Romano e da História do Direito.

Em 2022, foi acusado de abusos sexuais por Cristina Amaral, uma antiga aluna da Casa de Infância Elísio de Moura.